# إي. ميخائيل ماكان
إي. ميخائيل ماكان (بالإنجليزية: E. Michael McCann) هو محامي أمريكي، ولد في 1936 في شيكاغو في الولايات المتحدة.